# S 116
S 116 war ein Großes Torpedoboot vom Typ 1898 der deutschen Kaiserlichen Marine. S 116 gehörte mit seinen 1902 bestellten Schwesterbooten S 114, S 115, S 117, S 118 und S 119 zur dritten von Schichau gebauten Serie dieses Typs. Das Boot ging am 6. Oktober 1914 nach Torpedotreffer des britischen Unterseebootes E9 verloren.

## Baugeschichte und Technik
Die Kiellegung von S 116 erfolgte 1902 bei den Schichau-Werken in Elbing unter der Baunummer 703. Bereits am 14. Oktober 1902 erfolgte der Stapellauf. Die Indienststellung erfolgte am 28. März 1903. Das Boot war 63,2 m lang, 7,0 m breit und hatte einen Tiefgang von 2,69 m. Die Maximalverdrängung betrug 415 t. Der Antrieb erfolgte über zwei dreiflügelige Schrauben, welche über zwei Wellen angetrieben wurden. Es hatte drei Schichau-Thornycroft-Wasserrohrkessel, zwei Verbunddampfmaschinen mit dreifacher Dampfdehnung und einer Leistung von 6000 PS, womit das Boot 28 kn erreichen konnte. 1913 erhielt das Boote drei neue Marine-Kessel mit jeweils 15,5 atü.
Die Bewaffnung von S 116 bestand aus drei 5-cm-Schnelladekanonen L/40 in Einzelaufstellung. Zudem verfügte das Boot über drei ebenfalls einzeln aufgestellte Torpedorohre ⌀ 45 cm.

## Einsatzgeschichte
Die Boote S 114 bis S 119 bildeten unter dem Kommando von Korvettenkapitän Georg Thiele zu Beginn des Ersten Weltkriegs die 7. Torpedoboots-Halbflottille innerhalb der IV. Torpedoboots-Flottille.
Ab Beginn des Krieges versah das Boot Vorpostendienst vor der Emsmündung. Am 6. Oktober 1914 patrouillierte das Boot, inzwischen umbenannt in T 116, auf dem deutschen Vorpostenstreifen vor der Emsmündung. Dabei wurde es vom britischen Unterseeboot E9 unter Lt. Cdr. Max Horton um 01.20 Uhr auf der Position 53° 42′ N, 6° 9′ O mit einem Torpedotreffer ca. 20 Seemeilen nordwestlich von Borkum versenkt. Neun Mann der Besatzung, darunter Kommandant Kurt Freiherr von Ziegesar (1885–1914), kamen dabei ums Leben.
Die restlichen Boote der 7. Torpedoboots-Halbflottille sanken während des Seegefechts vor Texel am 17. Oktober 1914.